# 黎文灵
黎文灵（1376年—1448年，国语字：Lê Văn Linh），又作黎文零，清化省雷阳县（今寿春县）人。越南后黎朝官员，官至太傅，谥忠献。
黎文灵是开国勋臣，三朝元老，深沉有智略，擅长政事，在庙堂上的议论多有高明。大司徒黎察被治罪时，他直言进谏，甘受惩罚。然而，他为官收受贿赂。
黎文灵少时即好文学，曾写信骂走为害的老虎，被与韩愈的《祭鳄鱼文》相提并论。

## 生平
1418年（明永乐十六年），黎文灵参加了蓝山起义。
1426年（明洪熙元年）九月，黎文灵与黎银、黎文安、黎杯、黎填、黎领、黎国兴围攻蔡福驻守的乂安。
1429年（顺天二年），黎文灵任少傅，入内。正月七日，他赍金册立右将国开郡公黎思齐为国王，摄行国事。后改任右弼。
五月三日，将九十三名功臣封爵，黎文灵与黎理、黎国兴一起受封乡上侯。
无人推荐或被仇人掩蔽的人才都由黎文灵考察，不论是否曾在明朝为官，也不论出身，依才德为依据。
1434年（绍平元年）十二月，黎文灵与入内少保黎国兴等奏告太庙，奉迎太祖及国太母新神主祔。
1435年（绍平二年）三月初六日，铸成顺天承运之宝、代天行货之宝、制诰之宝、敕命之宝、御前之宝、御前小宝六颗宝玺，黎文灵告太庙。
玉麻人琴贵叛乱，九月二十一日，黎文灵任参督，与西道司马总管黎杯征讨，将其俘虏，押赴京师。
1437年（绍平四年），黎太宗以专权之名治罪大司徒黎察，黎文灵与司马黎银上书营救，皇帝不听。
黎文灵等的功臣字及职爵被削夺，降为左仆射。
皇帝下诏，应将黎文灵、黎领、黎受、黎酰、黎嚣等因依附黎察论罪，但赦免而停论。
后赐黎文灵知词讼事。
黎仁宗即位后，封黎文灵为太傅。
1448年（大和六年），黎文灵去世，终年72岁，赠开府，谥忠献。他是佛教徒，死后三周斋，七周戒，简葬。

## 纪念
阮世祖将他列为一流开国功臣，他的一个孙子被免除劳役，负责祭祀他。
河内市有黎文灵街，连接李南帝街和冯兴街。胡志明市4郡有黎文灵街。
清化省寿春县有黎文灵普通中学。
1. ↑  大越史记全书·黎皇朝纪·本纪卷之十一·太宗文皇帝